# Algebarska geometrija
Algebarska geometrija je grana matematike koja kombinuje tehnike apstraktne algebre, posebno komutativne algebre, sa jezikom i problematikom geometrije. Ona ima važno mesto u današnjoj matematici i ima brojne konceptualne veze sa različitim poljima kao što su kompleksna analiza, topologija i teorija brojeva. Algebarska geometrija je grana matematike koja klasično studira nulе multivarijantnih polinoma. Savremena algebarska geometrija zasniva se na korišćenju apstraktnih algebarskih tehnika, uglavnom iz komutativne algebre, za rešavanje geometrijskih problema oko ovih skupova nula.
Fundamentalni predmeti proučavanja algebarske geometrije su algebarski varijeteti, koji su geometrijske manifestacije rešenja sistema polinomskih jednačina. Primeri najproučenijih klasa algebarskih varijeteta su: ravne algebarske krive, koje uključuju linije, krugove, parabole, elipse, hiperbole, kubne krive poput eliptičkih krivih, i krive četvrtog stepena poput lemniskata i Kasinijevih ovala. Tačka ravni pripada algebarskoj krivoj ako njene koordinate zadovoljavaju zadatu polinomsku jednačinu. Osnovna pitanja uključuju proučavanje tačaka od posebnog interesa poput singularnih tačaka, tačaka inflekcije i tačaka u beskonačnosti. Naprednija pitanja uključuju topologiju krive i odnose između krivih date različitim jednačinama.
Algebarska geometrija zauzima centralno mesto u modernoj matematici i ima višestruke konceptualne veze sa tako raznovrsnim poljima kao što su kompleksna analiza, topologija i teorija brojeva. Prvobitno proučavanje sistema polinomnih jednačina sa nekoliko promenljivih, predmeta algebarske geometrije započinje tamo gde rešavanje jednačina prestaje, i postaje još važnije razumevanje unutrašnjih svojstava celokupnosti rešenja sistema jednačina, nego pronalaženje specifičnog rešenja; ovo vodi u neke od najdubljih oblasti u celoj matematici, konceptualno i u pogledu tehnike.
U 20. veku algebarska geometrija јe podelјена na nekoliko podpodručja.
- Glavni tok algebarske geometrije posvećen je proučavanju kompleksnih tačaka algebarskih varijeteta i generalnije tačaka sa koordinatama u algebarski zatvorenom polju.
- Realna algebarska geometrija je proučavanje stvarnih tačaka algebarske raznolikosti.
- Diofantinska geometrija i generalnije aritmetička geometrija je proučavanje tačaka algebarske raznolikosti sa koordinatama u poljima koja nisu algebrski zatvorena i javljaju se u teoriji algebrarskih brojeva, kao što su polje racionalnih brojeva, polja brojeva, konačna polja, funkcija polja i p-adična polja.
- Veliki deo teorije singularnosti posvećen je singularnostima algebarskih varijeteta.
- Računarska algebarska geometrija je oblast koja se pojavila na preseku algebarske geometrije i računarske algebre, sa usponom računara. Ona se sastoji uglavnom od dizajna algoritama i razvoja softvera za proučavanje svojstava eksplicitno datih algebarskih varijeteta.

Veliki deo razvoja algebarske geometrije u 20. veku odvijao se u apstraktnom algebarskom okviru, pri čemu je sve veći naglasak stavljen na „unutrašnja” svojstva algebarskih varijeteta koja ne zavise od određenog načina ugrađivanja varijeteta u ambijentni koordinatni prostor; ovo paralelno prati razvoj topologije, diferencijalne i kompleksne geometrije. Jedno ključno dostignuće ove apstraktne algebarske geometrije je Grotendikova teorija šema koja omogućava upotrebu teorije snopova za proučavanje algebrskih varijeteta na način koji je vrlo sličan po svojoj upotrebi proučavanju diferencijalnih i analitičkih mnogostrukosti. To se dobija proširivanjem pojma tačke: U klasičnoj algebarskoj geometriji može se identifikovati tačka afinog varijeteta, kroz Hilbertovu teoremu nula, sa maksimalnim idealom koordinatnog prstena, dok su tačke korespondirajuće afine šeme svi glavni ideali tog prstena. To znači da tačka takve šeme može biti bilo uobičajena tačka ili podvarijanta. Ovaj pristup takođe omogućava objedinjavanje jezika i alata klasične algebarske geometrije, koji se uglavnom tiču kompleksnih tačaka, i teorije algebarskih brojeva. Dokaz Vilesa o dugogodišnjoj pretpostavci zvanoj Fermatova poslednja teorema primer je moći ovog pristupa.

## Aplikacije
Algebarska geometrija sada pronalazi primenu u statistici, teoriji upravljanja, robotici, kodu za korigovanje grešaka, filogenetici i geometrijskom modelovanju. Takođe postoje veze sa teorijom stringova, teorijom igara, podudaranja grafova, solitonima i celobrojnim programiranjem.

## Literatura
- van der Waerden, B. L. (1945). Einfuehrung in die algebraische Geometrie. Dover.
- Hodge, W. V. D.; Pedoe, Daniel (1994). Methods of Algebraic Geometry Volume 1. Cambridge University Press. ISBN 978-0-521-46900-5. Zbl 0796.14001.
- Hodge, W. V. D.; Pedoe, Daniel (1994). Methods of Algebraic Geometry Volume 2. Cambridge University Press. ISBN 978-0-521-46901-2. Zbl 0796.14002.
- Hodge, W. V. D.; Pedoe, Daniel (1994). Methods of Algebraic Geometry Volume 3. Cambridge University Press. ISBN 978-0-521-46775-9. Zbl 0796.14003.
- Garrity, Thomas;  . (2013). Algebraic Geometry A Problem Solving Approach. American Mathematical Society. ISBN 978-0-821-89396-8.
- Griffiths, Phillip; Harris, Joe (1994). Principles of Algebraic Geometry. Wiley-Interscience. ISBN 978-0-471-05059-9. Zbl 0836.14001.
- Harris, Joe (1995). Algebraic Geometry A First Course. Springer-Verlag. ISBN 978-0-387-97716-4. Zbl 0779.14001.
- Mumford, David (1995). Algebraic Geometry I Complex Projective Varieties (2nd изд.). Springer-Verlag. ISBN 978-3-540-58657-9. Zbl 0821.14001.
- Reid, Miles (1988). Undergraduate Algebraic Geometry. Cambridge University Press. ISBN 978-0-521-35662-6. Zbl 0701.14001.
- Shafarevich, Igor (1995). Basic Algebraic Geometry I Varieties in Projective Space (2nd изд.). Springer-Verlag. ISBN 978-0-387-54812-8. Zbl 0797.14001.
- Cox, David A.; Little, John; O'Shea, Donal (1997). Ideals, Varieties, and Algorithms (2nd изд.). Springer-Verlag. ISBN 978-0-387-94680-1. Zbl 0861.13012.
- Basu, Saugata; Pollack, Richard; Roy, Marie-Françoise (2006). Algorithms in real algebraic geometry. Springer-Verlag. Архивирано из оригинала 16. 11. 2022. г. Приступљено 19. 11. 2019.
- González-Vega, Laureano; Recio, Tómas (1996). Algorithms in algebraic geometry and applications. Birkhaüser.
- Elkadi, Mohamed; Mourrain, Bernard; Piene, Ragni, ур. (2006). Algebraic geometry and geometric modeling. Springer-Verlag.
- Dickenstein, Alicia; Schreyer, Frank-Olaf; Sommese, Andrew J., ур. (2008). Algorithms in Algebraic Geometry. The IMA Volumes in Mathematics and its Applications. 146. Springer. ISBN 9780387751559. LCCN 2007938208.
- Cox, David A.; Little, John B.; O'Shea, Donal (1998). Using algebraic geometry. Springer-Verlag.
- Caviness, Bob F.; Johnson, Jeremy R. (1998). Quantifier elimination and cylindrical algebraic decomposition. Springer-Verlag.
- Eisenbud, David; Harris, Joe (1998). The Geometry of Schemes. Springer-Verlag. ISBN 978-0-387-98637-1. Zbl 0960.14002.
- Grothendieck, Alexander (1960). Éléments de géométrie algébrique. Publications Mathématiques de l'IHÉS. Zbl 0118.36206.
- Grothendieck, Alexander; Dieudonné, Jean Alexandre (1971). Éléments de géométrie algébrique. 1 (2nd изд.). Springer-Verlag. ISBN 978-3-540-05113-8. Zbl 0203.23301.
- Hartshorne, Robin (1977). Algebraic Geometry. Springer-Verlag. ISBN 978-0-387-90244-9. Zbl 0367.14001.
- Mumford, David (1999). The Red Book of Varieties and Schemes Includes the Michigan Lectures on Curves and Their Jacobians (2nd изд.). Springer-Verlag. ISBN 978-3-540-63293-1. Zbl 0945.14001.
- Shafarevich, Igor (1995). Basic Algebraic Geometry II Schemes and complex manifolds (2nd изд.). Springer-Verlag. ISBN 978-3-540-57554-2. Zbl 0797.14002.

## Spoljašnje veze
- Dieudonné, Jean (3. 3. 1972). „The History of Algebraic Geometry”. Talk at the Department of Mathematics of the University of Wisconsin–Milwaukee — преко YouTube.